# Atelognathus salai
Atelognathus salai là một loài ếch trong họ Leptodactylidae.
Nó được tìm thấy ở Argentina và có thể cả Chile.
Các môi trường sống tự nhiên của chúng là rừng cận Nam cực, vùng đất có cây bụi nhiệt đới hoặc cận nhiệt đới, đồng cỏ cận Nam cực, và đầm nước ngọt.